# Drnovští z Drnovic
Vladykové (později páni) z Drnovic byli moravským rodem, který měl sídlo na tvrzi v Drnovicích (u Lysic), později v Rájci.
Počátky rodu Drnovských z Drnovic jsou zahaleny tajemstvím. Je však jisté, že pocházejí ze stejného kořene, jako páni z Kunštátu, poněvadž mají téměř totožný znak. Z roku 1252 se uvádí jistý Mikuláš z Drnovic, ale nic bližšího není známo. Prvním jistým členem rodu je Jindřich z Drnovic, který se připomíná v letech 1353-1368. Roku 1391 se uvádí tvrz, kterou vlastnil jeho syn Jan z Drnovic. Po husitských válkách Drnovičtí o své rodné zboží přišli, do Drnovic se vrátili až na počátku 16. století, kdy zde seděl Ctibor z Drnovic, jehož Kniha Drnovská, týkající se moravského zemského práva, je význačným dílem české literatury.
V roce 1464 koupili bratři Bedřich, Bohuš a Petr z Drnovic Rájec s dvěma pustými hrady. Jejich potomci Václav a Bohuslav Drnovští z Drnovic dolní hrad obnovili a Rájec se tak stal hlavním sídlem rodu. Bohuslavův syn Bernard Drnovský z Drnovic byl úspěšným mužem, který se stal nejvyšším hofrychtéřem moravského markrabství. V 70. letech 16. století postupně skupoval zboží, které kdysi patřilo k holštejnskému panství a které bylo do té doby rozdrobeno mezi malými vladyky. Tímto rájecké panství zdvojnásobil a roku 1588 koupil hrad a panství Dolní Kounice. Rájeckou tvrz dal přestavět na renesanční zámek, čímž tvrz v Drnovicích ztratila úplně na významu a sloužila spíše k hospodářským účelům.
Po smrti Bernarda Drnovského zdědil majetek jeho vnuk Jan Drnovský z Drnovic a na Rájci. Ten konvertoval ke katolictví a dosáhl r. 1617 povýšení do panského stavu a patrně i polepšení erbu (zlatý štít místo stříbrného). Jan však zemřel již roku 1618. Jím vymřel rod Drnovských z Drnovic po meči. Majetek Jana Drnovského byl rozdělen mezi jeho dvě sestry Johanku a Kateřinu. Johanka, která si vzala Jiřího Ehrenreicha z Rogendorfu, zdědila kounické panství, Kateřina, provdaná za Jana Zdislava z Hejsenštejna, zdědila rájecké panství. Kounické panství bylo po Bílé hoře přes protesty Johance a jejímu muži zabaveno. Když zemřel její švagr Jan Zdislav z Hejsenštejna, nárokovala si panství rájecké, které jí bylo v roce 1661 soudně přiznáno. Panství zdědil v roce 1667 její syn Jan Kristian z Rogendorfu a Rájec se tak stal sídlem Rogendorfů.

## Příbuzenstvo
Spojili se s Zahrádeckými ze Zahrádek, Morkovskými ze Zástřizl, Březnickými z Náchoda, Bruntálskými z Vrbna či Tvorkovskými z Kravař.